# كوهي ماتسوشيتا
كوهي ماتسوشيتا (باليابانية: 松下 幸平) (24 يوليو 1985 في اليابان – )؛ هو لاعب كرة قدم ياباني سابق كان يلعب كمدافع.

## وصلات خارجية
- كوهي ماتسوشيتا على موقع رابطة كرة القدم اليابانية للمحترفين (اليابانية)
- كوهي ماتسوشيتا على موقع قاعدة بيانات كرة القدم.إي يو (الإنجليزية)
- كوهي ماتسوشيتا على موقع Soccerway.com (الإنجليزية)
- كوهي ماتسوشيتا على موقع عالم كرة القدم.نت (الإنجليزية)